# مجمع التحرير
مجمع المصالح الحكومية المعروف اختصاراً بـ مجمع التحرير، والذي قام بتصميمه د.م محمد كمال إسماعيل عام 1951 على يد الملك فاروق. ويعتبر مجمع التحرير مبنى إداري لإدارات مختلفة، ويحتوى على تسعة آلاف موظف حكومي، ويتكون من 14 دوراً، وتكلف إنشائه قرابة مليونَي جنيه وقتها، وتم بنائه على مساحة 28 ألف متر وارتفاعه 55 متراً وبه 1356 حجرة للموظفين، ويتميز بالصالات الواسعة والمناور والنوافذ العديدة والممرات الكثيرة بكل دور 
وهو يعتبر أثر تاريخي من تاريخ مصر وهو يوجد في ميدان التحرير. فمجمع التحرير متعدد الأشكال، فإذا نظرت له وأنت تقف قبل جامع عمر مكرم، سيبدو لك، كمقدمة سفينة على قدر كبير من الرشاقة، خطوطها الجانبية تنساب بنعومة. وإذا نظرت له من شارع الشيخ ريحان، أي إلى ظهر المجمع، سترى ما يشبه جزءا من دائرة، قمتها زاحفة نحوك، تتسم بالحيوية. وإذا وقفت في منتصف الميدان، فإن المجمع سيتخذ هيئة القوس، مرنا وقويا.و يتكون من أربعة عشر طابقاً.